# Hattorf am Harz
Hattorf am Harz ist eine Gemeinde im Landkreis Göttingen in Niedersachsen (Deutschland). Sie ist Verwaltungssitz der Samtgemeinde Hattorf am Harz mit den Gemeinden Elbingerode, Hattorf am Harz, Hörden am Harz und Wulften am Harz.

## Geografie

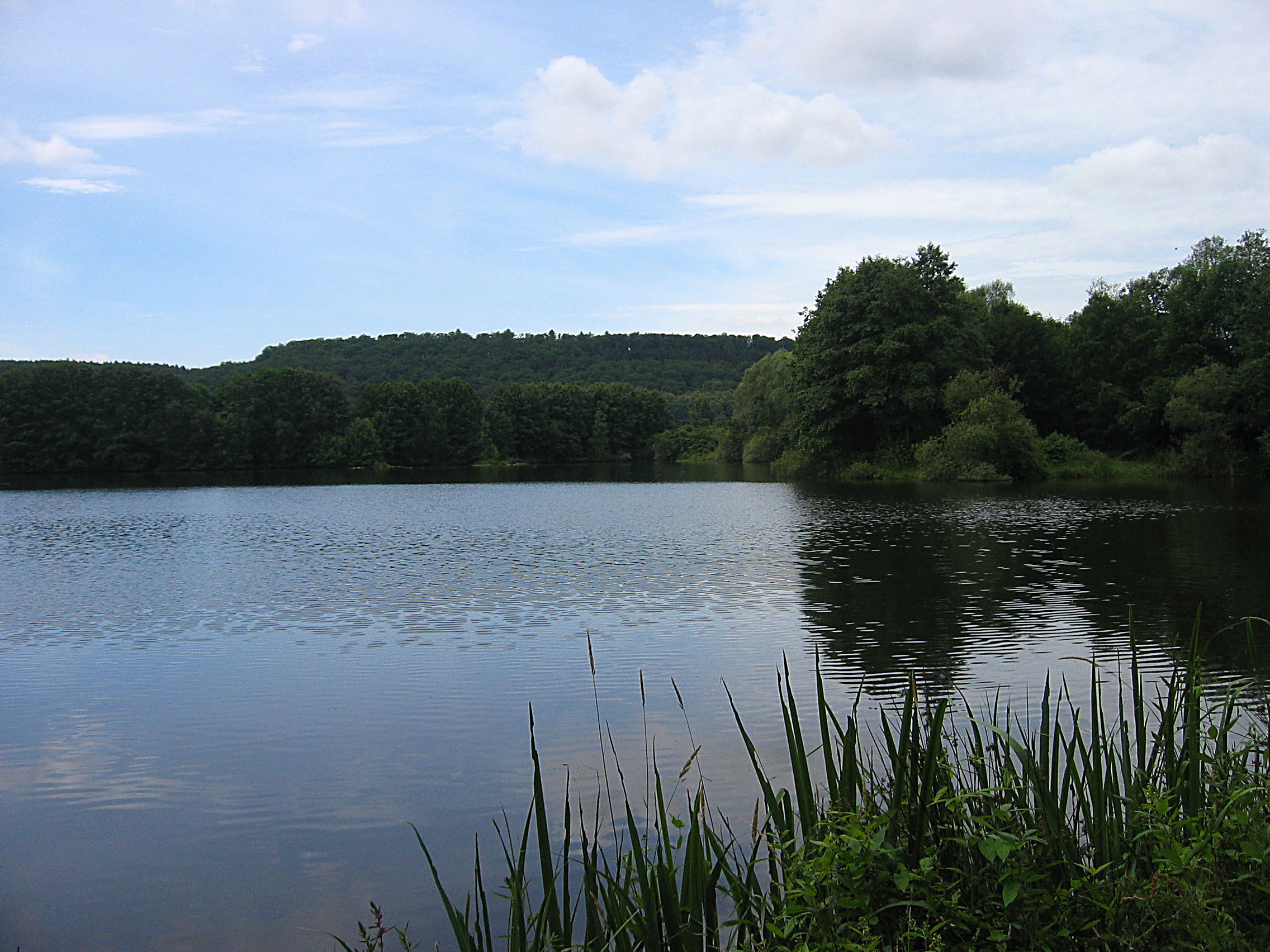
Oderparksee

Hattorf am Harz liegt am südwestlichen Rand des Harzes bzw. am nördlichen des Rotenbergs und wird in Ost-West-Richtung von der Oder durchflossen, in die innerhalb der Ortschaft die von Nordosten kommende Sieber einmündet.

## Geschichte
Im Jahre 952 wurde die Gemeinde erstmals in einer Urkunde des Klosters Pöhlde urkundlich erwähnt: König Otto I. der Große bestätigte in einer Urkunde die Stiftung des Klosters Pöhlde und schenkte diesem „tertiam partem villae Hattorpp“ („den dritten Teil des Dorfes Hattorpp“). Nach dem Tode des letzten Sachsenkaisers Lothar III. wurde Konrad, der Herzog von Franken, 1138 zum neuen Deutschen König gewählt, somit wurde die Herrschaftsdynastie der Hohenstaufer begründet. 1157 belehnte Kaiser Friedrich I. Barbarossa seinen Vetter Heinrich den Löwen mit dem Amt und Schloss Herzberg, damit begann auch für Hattorf die Herrschaft der Welfen, die bis in das Jahr 1866 andauerte. Später gab es ein in Hattorf ansässiges Geschlecht, genannt die Herren von Hattorf. Viel ist über diese aber nicht bekannt. Bekannt ist nur, dass am 29. November 1312 in einer Urkunde des Jacobi-Klosters zu Osterode ein Ritter namens Gunzelin Letgast den Brüdern Werner und Eckbert von Hattorf für eine Mark eine Wiese namens „Viehtrift“ verkaufte. Diese besagte Wiese befindet sich in der Hattorfer Feldmark. Der Stammvater dieser Herren hieß ebenfalls Eckbert von Hattorf und wurde erstmals 1241 urkundlich genannt. Dieser hatte zwei Söhne, Eckbert und Conrad von Hattorf, genannt werden sie 1263 und 1296. Eckbert war ein Ritter und hielt sich oft bei Herzog Heinrich von Braunschweig auf, sein Bruder Conrad aber war als Advokat auf der Burg Grona bei Göttingen angestellt. Als Söhne Conrads werden Conrad der Jüngere und Eckbert genannt. Conrad hatte den Rang eines „sacerdos“ (Priesters) und sein Bruder Eckbert den eines „miles“ (Ritters) inne. In Erscheinung treten beide als Zeugen bei Beurkundungen 1304 und 1332 auf. Der Wohnsitz der Herren war eine Burg, die sich auf der Anhöhe gegenüber dem Petersberg befand. Bei Grabungen und Ausschachtungen wurden dort mehrmals Brandschutt und andere kleinere Artefakte gefunden. Auch in den frühen Kirchenbüchern wird eine „Pipesburgk“ erwähnt, dieses könnte mit dem althochdeutschen und englischen Ausdruck „to peep“ – Ausschau halten – zusammenhängen.
Das Geschlecht der Herren von Hattorf verläuft sich in den späteren Jahrhunderten; erst im 18. und 19. Jahrhundert erscheinen wieder Herren von Hattorf.
Seit dem Zusammenschluss der Landkreise Osterode am Harz und Göttingen am 1. November 2016 gehört Hattorf am Harz zum Landkreis Göttingen.
In der näheren Umgebung von Hattorf befinden sich die mittelalterlichen Wüstungen Barkevelde, Oy und Varenbroke.

### Einwohnerentwicklung
| 1975                        | 4002 | 2011 | 4197 | Hier fehlt eine Grafik, die leider im Moment aus technischen Gründen nicht angezeigt werden kann. Wir arbeiten daran! |
| 1980                        | 4006 | 2012 | 4141 | Hier fehlt eine Grafik, die leider im Moment aus technischen Gründen nicht angezeigt werden kann. Wir arbeiten daran! |
| 1985                        | 4176 | 2013 | 4122 | Hier fehlt eine Grafik, die leider im Moment aus technischen Gründen nicht angezeigt werden kann. Wir arbeiten daran! |
| 1990                        | 4273 | 2014 | 4090 | Hier fehlt eine Grafik, die leider im Moment aus technischen Gründen nicht angezeigt werden kann. Wir arbeiten daran! |
| 1995                        | 4343 | 2015 | 4074 | Hier fehlt eine Grafik, die leider im Moment aus technischen Gründen nicht angezeigt werden kann. Wir arbeiten daran! |
| 2000                        | 4476 | 2016 | 4066 | Hier fehlt eine Grafik, die leider im Moment aus technischen Gründen nicht angezeigt werden kann. Wir arbeiten daran! |
| 2005                        | 4429 | 2017 | 4050 | Hier fehlt eine Grafik, die leider im Moment aus technischen Gründen nicht angezeigt werden kann. Wir arbeiten daran! |
| 2010                        | 4295 | 2021 | 3982 | Hier fehlt eine Grafik, die leider im Moment aus technischen Gründen nicht angezeigt werden kann. Wir arbeiten daran! |
| Quelle: Jahre 1975 bis 2016 |      |      |      | Hier fehlt eine Grafik, die leider im Moment aus technischen Gründen nicht angezeigt werden kann. Wir arbeiten daran! |

## Religion
Die Einwohner Hattorfs gehören überwiegend der evangelisch-lutherischen Kirchengemeinde an. Zu ihr gehört die Kirche St. Pankratius (siehe Kultur und Sehenswürdigkeiten) an der Kirchstraße, der benachbarte Friedhof und der Kindergarten am Gebrüder-Grimm-Platz. Die Kirchengemeinde gehört zum Kirchenkreis Herzberg.
Die katholische Kirche St. Hildegard wurde nach Hildegard von Bingen benannt. 1945/46 ließen sich Flüchtlinge und Heimatvertriebene Katholiken in Hattorf und den umliegenden Orten nieder, und am 12. Oktober 1958 wurde der Grundstein für die Kirche an der Rotenbergstraße gelegt. Am 12. September 1959 wurde die Kirche durch Bischof Heinrich Maria Janssen geweiht. Seit dem 1. November 2006 gehört die Kirche zur Pfarrgemeinde St. Josef in Herzberg, die Kirchengemeinde Hattorf wurde aufgelöst.

## Politik

### Gemeinderat
Der Rat der Gemeinde Hattorf am Harz setzt sich aus 15 Ratsfrauen und Ratsherren zusammen. Dies ist die festgelegte Anzahl für eine Gemeinde mit einer Einwohnerzahl zwischen 3001 und 5000 Einwohnern, die einer Samtgemeinde angehört. Die Ratsmitglieder werden durch eine Kommunalwahl für jeweils fünf Jahre gewählt. Die aktuelle Amtszeit begann am 1. November 2021 und endet am 31. Oktober 2026.
Sitzverteilung:
- SPD: 10 Sitze (±0)
- CDU: 5 Sitze (+1)

(Stand: Kommunalwahl am 12. September 2021, Veränderungen zu 2016)

### Bürgermeister
Ehrenamtlicher Bürgermeister der Gemeinde Hattorf am Harz ist Frank Kaiser (SPD). Seine Stellvertreter sind Georg Wipke und Peter Lakemann (beide SPD).

### Wappen
| Banner, Wappen und Hissflagge |  |
|                               |  |
|                               |  |

Blasonierung: „Auf silbernem Grund einen rechts dahinstreichenden Roten Milan (Gabelweihe) mit goldener Bewehrung, ein blaues Zahnrad mit zwei hindurchgesteckten grünen Ähren in den Fängen haltend.“
Das von Hans-G. Orlovius entworfene Wappen wurde am 28. Mai 1952 vom Niedersächsischen Minister des Innern genehmigt. Aus Anlass der Tausendjahrfeier wurde ein komplett neues Wappen erstellt und in diesem sollte das dörfliche Leben sowie die örtliche Wirtschaftsstruktur bildlich vereint sein. Nach den strengen heraldischen Regeln sind nur bestimmte Formen und Farben erlaubt. Die erlaubten Farben sind Rot, Blau, Grün und Schwarz sowie die beiden „Metalle“ Gold und Silber (als Farben Gelb und Weiß). Um ein neues Wappen zu bekommen, wurde ein Preisausschreiben beschlossen, mit dem Ziel, neue Entwürfe zu sammeln. Dies führte aber zu wenig Erfolg, so begab sich der Rat des Dorfes nach Alfeld zu dem Heraldiker Orlovius, wo schließlich diese Symbole des Wappens gewählt wurden:
- Das Zahnrad als Symbol für die Wirtschaft
- Die Ähren als Symbole für die Landwirtschaft des Dorfes
- Der rote Milan als Symbol für die Natur der Umgebung.

### Flagge
Beschreibung der Flagge: „Die Farbe der Flagge ist weiß; sie zeigt als Symbol das Wappen.“

### Städtepartnerschaft
- Hattorf (Wolfsburg)[7], Stadtteil von Wolfsburg

## Kultur und Sehenswürdigkeiten

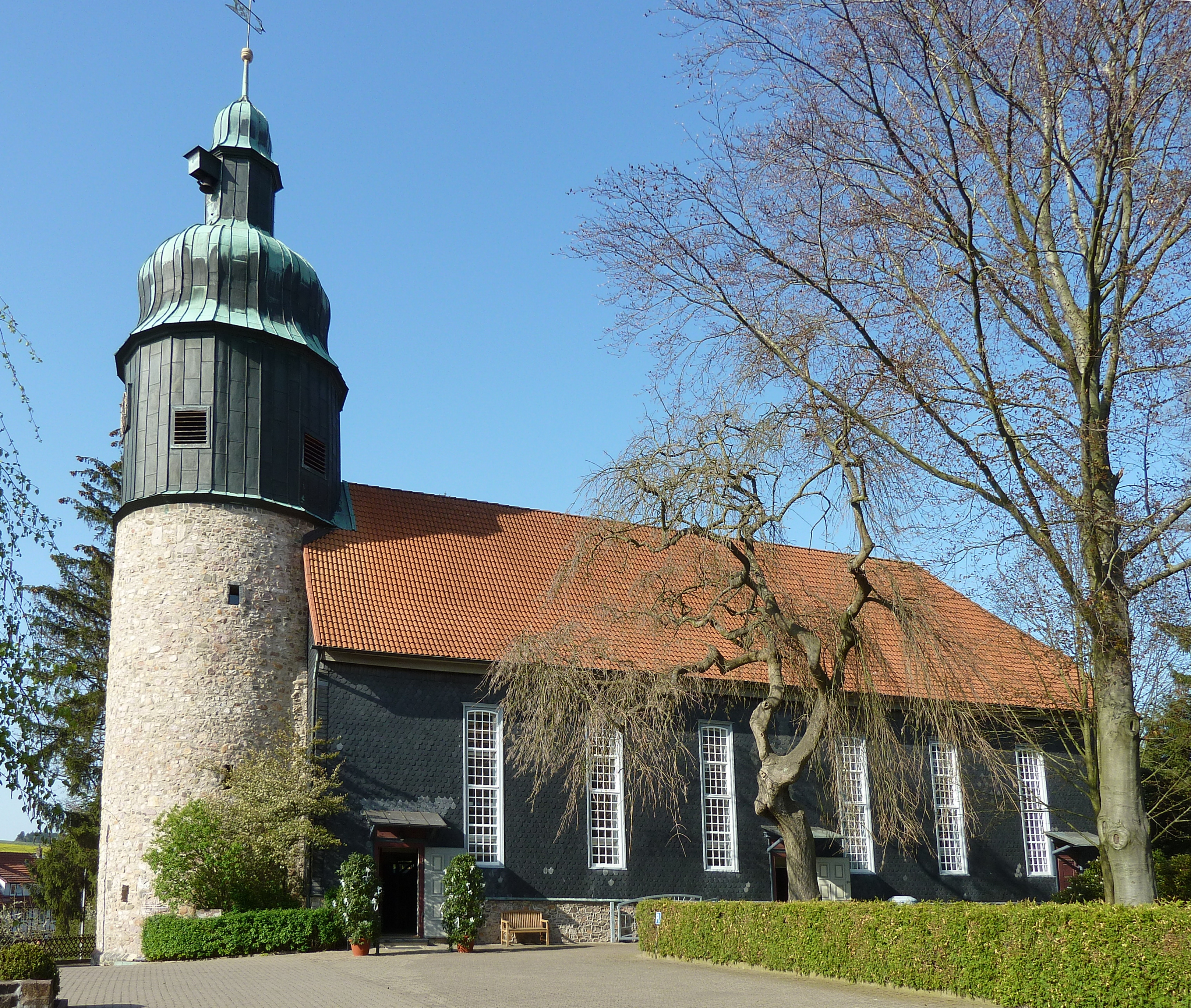
Evangelische Kirche St. Pankratius

### Kirche

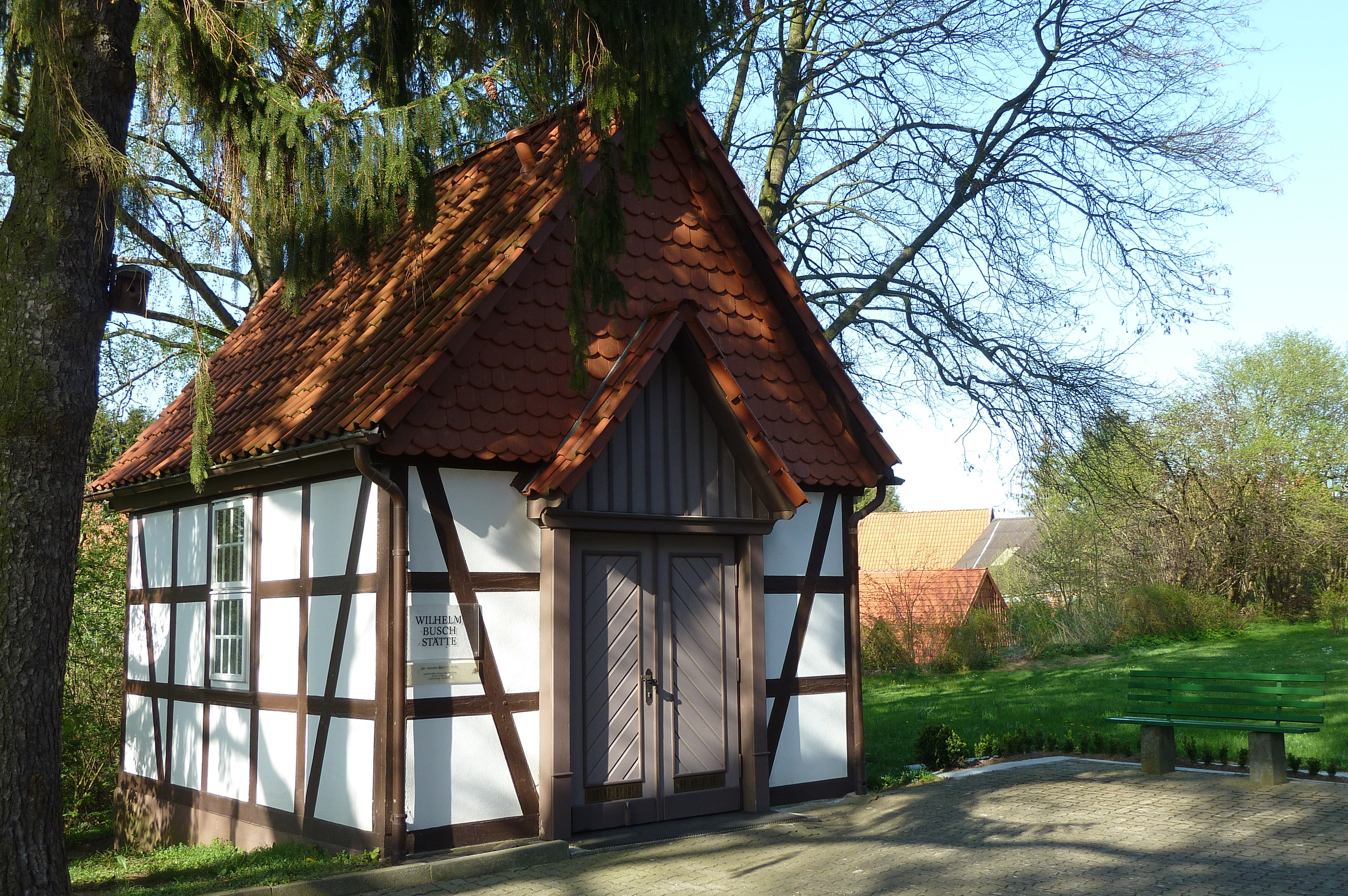
Wilhelm-Busch-Stätte in Hattorf

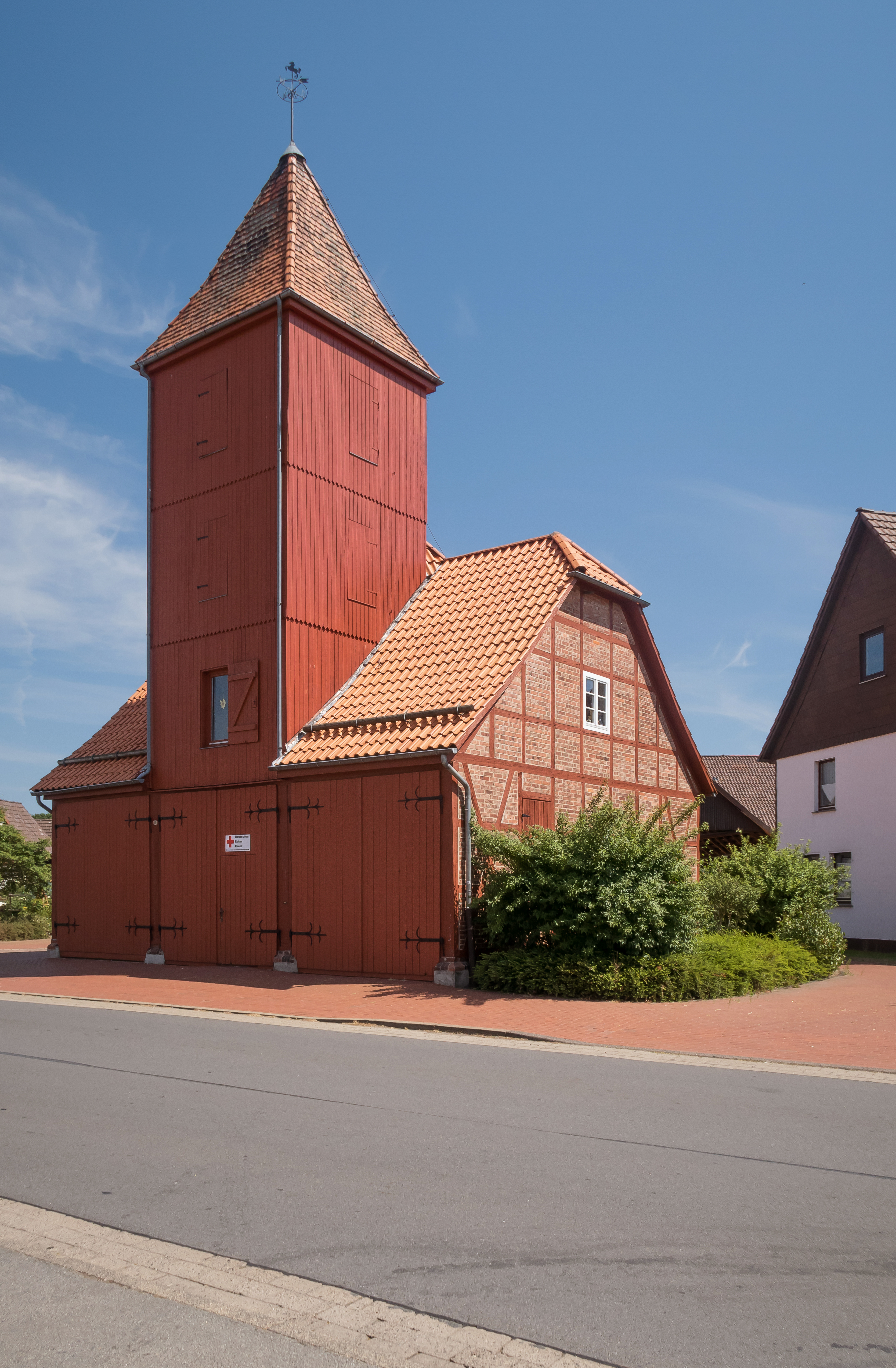
Lager für das Rote Kreuz in Hattorf

Mit seinen sieben Metern Durchmesser und einer Höhe von 10,5 Metern war der Kirchturm von Hattorf höchstwahrscheinlich Teil der einstigen Burganlage der Herren von Hattorf, welche im 13. und 14. Jahrhundert bezeugt ist und unter dem Namen Pipesborg erwähnt wird. Auch eine Spornanlage über der Siebermündung in die Oder weist auf die alte Burg hin. Der stellt sich als ein wehrhafter Rundbau dar, besitzt Mauern, die bis zu 1,5 m dick sind und aus groben Schotter aufgemauert wurden, sowie Lichtschlitze, welche an frühere Schießscharten erinnern. Das Kirchenschiff ist in Fachwerk an den Turm angebaut und mit Schieferplatten behängt. Es stammt aus den Jahren 1755/1756 und hatte einen älteren Vorläufer, der auf das 15. Jahrhundert datiert wird.

### Wilhelm-Busch-Gedenkstätte
Die Wilhelm-Busch-Gedenkstätte erinnert an den Dichter und Zeichner Wilhelm Busch (1832–1908).

## Wirtschaft und Infrastruktur

### Verkehr
Hattorf am Harz liegt in unmittelbarer Nähe der Bundesstraße 27, die von Göttingen in Richtung Braunlage führt. Ebenfalls ist Hattorf über die Bundesstraße 243 zu erreichen. Darüber hinaus liegt Hattorf mit eigenem Bahnhof direkt an der Südharzstrecke Göttingen (bzw. Northeim)–Nordhausen.
Das Segelfluggelände Aue liegt etwa 2 km südöstlich des Zentrums.

## Söhne und Töchter der Gemeinde
- Friedrich Busse (1794–1862), Eisenbahndirektor in Leipzig und Erfinder diverser Verbesserungen im Eisenbahnverkehr; gilt als Vater der deutschen Eisenbahn
- Carl Heinz Wienert (1923–1963), Maler
- Heinrich Gräfenstein (1936–1999), Designer und Fotograf
- Burkhard Rost (* 1961), Wissenschaftler